# 전남에너지고등학교
전남에너지고등학교(全南에너지高等學校)는 대한민국 전라남도 영암군 신북면 이천리에 있는 공립 고등학교이다.

## 학교 연혁
- 1972년 12월 27일 : 신북고등학교 설립인가 (6학급)
- 1975년 3월 8일 : 개교(초대 심상필 교장 취임)
- 1978년 1월 9일 : 제1회 졸업 (102명)
- 1988년 3월 1일 : 산업체 특별학급 2학급 신설
- 1992년 3월 1일 : 신북공업고등학교로 학칙변경(전자과 6학급)
- 1997년 3월 1일 : 신북전자공고로 학칙변경(정보통신과 3학급 신설)
- 2009년 3월 1일 : 영암전자과학고등학교로 학칙 변경
- 2021년 9월 1일 : 전남에너지고등학교로 학칙 변경
- 2025년 1월 7일 : 제48회 20명 졸업(졸업생 누계 5,330명)
- 2025년 3월 1일 : 제20대 임정아 교장 부임
- 2025년 3월 4일 : 2025학년도 신입생 입학(34명)

## 설치 학과
- 전자과
- 전기에너지과

## 참고 자료
- 전남에너지고등학교 - 한국교육학술정보원 학교알리미